# Stuart Price
En este artículo también se incluye lo relativo a Paper Faces, así como sus Remixes
Stuart David Price (París, Francia; 9 de septiembre de 1977) es un productor y músico británico, ganador de tres premios Grammy, dedicado a la música electrónica en su vertiente dance. Es originario de París, aunque creció en Reading, Inglaterra. Aparece como productor y remezclador de notables artistas en el panorama internacional como Madonna, Kylie Minogue, Pet Shop Boys, Gwen Stefani, Missy Elliott, The Killers, Seal, Keane, Take That, Scissor Sisters Jessie Ware y Frankmusik. Además, es uno de los integrantes de la banda británica Zoot Woman, junto a Adam y Jonny Blake.

## Trabajo como solista
En 1996 publicó su canción Jacques Your Body (Make Me Sweat), y más tarde en 1999, sin conseguir demasiado éxito (alcanzando el número 60 en la lista de sencillos de Reino Unido). Sin embargo, la canción fue usada en el 2005 en un famoso anuncio del coche Citroën C4, siendo reeditada y alcanzando entonces la posición número 9 en las listas de Gran Bretaña.
Su álbum Darkdancer fue editado en 1999 con el nombre de Les Rythmes Digitales. Como DJ también editó un álbum (Fabric Live 09) bajo el nombre de Jacques Lu Cont.
Price ganó su primer Grammy en 2004 por su remix de la canción interpretada por No Doubt It's My Life.
En 2005 fue nominado a dos Grammys: uno por su producción del sencillo de New Order, Guilt Is a Useless Emotion; y por su remix de la canción de The Killers, Mr. Brightside (que realizó bajo el nombre de Thin White Duke).
Fue nominado de nuevo en 2006, por su remix de la canción Talk de Coldplay.
El 18 de noviembre de 2011, anunció que lanzará nuevo material en 2012 como Les Rythmes Digitales. Como adelanto, mediante su SoundCloud se puede descargar el track “Reload”, a partir de noviembre de 2011, y en febrero de 2012, se puede escuchar un fragmento de un nuevo track titulado “Church”. En los últimos tiempos, Stuart se desempeña como disc jockey y llegó a ser artista soporte de Swedish House Mafia en una de sus últimos conciertos.

### Madonna: productor y colaborador
Fue nominado a otro Grammy por su producción en el sencillo Get Together, del disco Confessions on a Dance Floor, de Madonna. De hecho Price es productor y coautor de la mayoría de las canciones de ese Disco.
La fructífera relación entre Stuart Price y Madonna comenzó cuando con él siendo teclista en su gira Drowned World Tour, en 2001. Price coescribió la canción X-Static Process para su álbum de 2003 American Life. Fue el director musical de su gira de 2004 Re-Invention Tour, así como en la de 2006 The Confessions Tour.

### Pet Shop Boys: Regreso al Top 3 Británico
En 2009, Stuart Price preparó la exitosa gira Pandemonium Tour del dúo británico Pet Shop Boys, en la cual pudimos ver clásicos del legendario dúo con arreglos del productor. En 2012 se publicó una nueva versión del Sencillo del dúo británico Memory Of The Future producido por Price.
En 2013, Stuart Price produjo al dúo británico Pet Shop Boys, su álbum Electric, convirtiéndose en su mejor disco de los últimos 20 años, tanto a nivel de crítica como en ventas, llegó a ser Top 3 en las listas británicas, y también colaboró con su gira Electric Tour. Neil Tennant anunció que Electric es la primera parte de una trilogía.
En 2016, Stuart Price vuelve a producir el nuevo álbum de Pet Shop Boys, Super, el cual vuelve a llegar al Top 3 de las listas británicas.

### Otras Producciones
Su trabajo comienza produciendo en el 2005 para New Order en lo que sería su último disco Waiting for the Sirens' Call. De los cuales desprendió como segundo sencillo "Jetstream" y como promo "Guilt Is a Useless Emotion", que fue un éxito en listas Dance y sería nominado para un Grammy. Ese mismo año produjo totalmente el disco de Juliet, Random Order, que incorporaría los sencillos "Avalon" y "Ride the Pain", ambas canciones contaron con remixes de él mismo, su Jacques Lu Cont Versus de "Avalon" es uno de sus remixes más reconocidos, al darle el primer lugar en la lista Hot Dance de Billboard.
En 2007, Stuart produjo System, el quinto álbum de Seal. El cual se promocionaría con el primer sencillo "Amazing" que remezcló Price bajo la insignia de Thin White Duke. "The Right Life" fue el segundo sencillo. Casi simultáneamente, The Killers lanzó Sawdust, una compilación de demos, b-sides y rarezas de la banda, que incluyó dos canciones producidas por Price, y su Thin White Duke Remix de "Mr. Brightside". Esto marcaría el principio de una serie de producciones entre la banda y Stuart, así salió el tercer disco de estudio, Day & Age, producido totalmente por Price, que incluiría los hits "Human" y "Spaceman". Actualmente se ha confirmado como el productor y colaborador en el nuevo Álbum de The Killers; "Battle Born" el cual tiene una fecha de salida en Otoño del 2012.
En 2008 trabajó también para la banda inglesa, Keane, en su tercer disco de estudio, Perfect Symmetry, produciendo "Again and Again" y "Black Burning Heart", y remezclando el cuarto sencillo "Better Than This". También produciría la mitad del disco debut de la banda de rock industrial InnerPartySystem, en colaboración con otros productores como Mark Needham y Joe Hamilton, marcando un estilo distinto al usual dance-pop de Price.

## Zoot Woman
Price forma parte de la banda de música electrónica y pop-rock Zoot Woman, junto con Adam y Jonny Blake.
La banda ha editado tres discos, Living in a Magazine (2001), Zoot Woman (2003) y Things Are What They Used To Be (2009).

## Paper Faces
Junto a Adam Blake, bajo el nombre de Paper Faces, ha elaborado múltiples remixes para Madonna o Scissor Sisters, entre otros. También han reelaborado canciones de Zoot Woman.

## Discografía

### Les Rythmes Digitales
- Libération (1996)
- Darkdancer (1999)

### Jacques Lu Cont
- Fabric Live 09 (2003)

## Labor como letrista y productor
- P Diddy
  - "Let's Get Ill" (Sean "P Diddy" Combs, Kelis Rogers, Nellee Hooper, Stuart Price)

del sencillo Let's Get Ill featuring Kelis (2003)
- Princess Superstar
  - "My Machine" (C. Kirschner, Stuart Price)
  - "Artery" (C. Kirschner, Stuart Price)

del álbum My Machine (2005)
- Madonna
  - "X-Static Process" (Madonna, Price)
    - del álbum American Life (2003)

  - "Hung Up" (Madonna, Price, Benny Andersson, Björn Ulvaeus)
  - "Get Together" (Madonna, Bagge, Åström, Price)
  - "Sorry" (Madonna, Price)
  - "I love New York" (Madonna, Price)
  - "Let It Will Be" (Madonna, Mirwais Ahmadzaï, Price)
  - "Forbidden Love" (Madonna, Price)
  - "Jump" (Madonna, Joe Henry, Price)
  - "Isaac" (Madonna, Price)
  - "Push" (Madonna, Price)
  - "History" (Madonna, Price) Como cara-b del sencillo Jump

del álbum Confessions on a Dance Floor (2005)
- Frankmusik

Mezcló y produjo íntegramente el álbum "Complete Me" (2009)
- Juliet Richardson

“Random Order” (2005) (Álbum mezclado, compuesto y producido en su totalidad por Stuart Price)
- Innerpartysystem
  - "Last Night in Brooklyn" (Stuart Price, Mark Needham, Innerpartysystem)
  - "Structure" (Price, Joel Hamilton, Innerpartysystem)
  - "Obsession" (Price, Hamilton, Innerpartysystem)
  - "New Poetry" (Price, Mark Needham, Innerpartysystem)

del álbum Innerpartysystem (2008)
- New Order
  - "Jetstream" (New Order, A. Lynch, Price)
  - "Guilt Is A Useless Emotion" (New Order, Price)

del álbum Waiting for the Sirens' Call (2005)
- Keane
  - "Again and Again"
  - "Black Burning Heart"

del álbum Perfect Symmetry (2008)
- Kylie Minogue
  - "Closer" (Stuart Price, Beatrice Hatherley)
  - "Better Than Today"
  - "Get Outta My Way" (coproductor)
  - "Put Your Hands Up (If You Feel Love)" (coproductor)
  - "Illusion" (Kylie Minogue, Price)
  - "Looking for an Angel" (Kylie Minogue, Price)

del álbum Aphrodite (2010)
- Seal
  - Mezcló y produjo íntegramente el álbum System (2007)

- Scissor Sisters
  - "Night Work" (Jason Sellards, Scott Hoffman, Derek Gruen, Stuart Price)
  - "Whole New Way" (Sellards, Hoffman, Price)
  - "Fire with Fire" (Sellards, Hoffman, Price)
  - "Any Which Way" (Sellards, Hoffman, Ana Lynch, Price)
  - "Harder You Get" (Sellards, Hoffman, Price)
  - "Skin Tight" (Sellards, Hoffman, Price)
  - "Night Life" (Sellards, Hoffman, Lynch, Gruen, Price)
    - del álbum Night Work (2010)

  - "The Secret Life Of Letters"
  - "Somewhere"

del álbum Magic Hour (2012)
- Take That
  - Mezcló y produjo íntegramente el álbum "Progress" (2010) y el “EP Progressed” lanzado en 2011, que contaron por primera vez desde la reunión de la banda con todos los integrantes originales.

- The Killers
  - "Leave the Bourbon on the Shelf"
  - "Sweet Talk"
    - del álbum Sawdust (2007)

  - "Don't Shoot Me Santa"
  - "Joseph, Better You Than Me"
  - "¡Happy Birthday Guadalupe!"
  - "Boots"
    - del álbum (RED) Christmas EP (2011)
    - Mezcló y produjo íntegramente el álbum "Day & Age" (2008)

  - "Miss Atomic Bomb"
  - "Carry Me Home"

del álbum Battle Born (2012)
- Brandon Flowers
  - Mezcló y produjo la mayoría de las canciones del álbum "Flamingo" (2010)

- Duffy
  - "Keeping My Baby"
  - "Well, Well, Well"
  - "Don't Forsake Me"
  - "Lovestruck"

del álbum Endlessly (2010)
- Hard-Fi
  - "Fire in the House"
  - "Bring It On"
  - "Feels Good"
  - "Love Song"

del álbum Killer Sounds (2011)

## Remixes
Lista seleccionada
- Del artista Aloud
  - "Sex And Sun" (Thin White Duke Remix)

del álbum Aloud (2004)
- A-Trak & Tommy Trash
  - “Tuna Melt” (Les Rythmes Digitales Mix) (2013)

- Akasha
  - “Brown Sugar” (Les Rythmes Digitales Mix) [1996]

del álbum Cinematique (1998)
- Arkarna
  - “Eat Me” (Benidorm Mix by Les Rythmes Digitales) (1997)

- Armand Van Helden
  - "Sugar" (Paper Faces Remix) (2006)

del álbum Nympho (2005)
- Beck
  - "Mixed Bizness" (Nu Wave Dreamix)

del álbum Midnite Vultures (1999) y en el sencillo Mixed Bizness (2000)
- Bis
  - "Eurodisco" (Les Rythmes Digitales Remix)

del sencillo Eurodisco (1998)
- Boys Noize
  - "Ich R U" (Jacques Lu Cont Remix) (2013)

- Britney Spears
  - "Breathe On Me" (Jacques Lu Cont Mix)
    - del álbum In the Zone (2003) y 
 en el bonus disc de la edición limitada de Greatest Hits: My Prerogative (2004)

  - "Breathe On Me" (Jacques Lu Cont's Thin White Duke Mix Edit)
    - del álbum B in the Mix: The Remixes (2005)

- Cassius
  - "Feeling For You" (Les Rythmes Digitales Remix)

del álbum 1999 (1999)
- Chromeo
  - "Needy Girl" (Paper Faces Remix)

en el álbum She's In Control (2004)
- Coldplay
  - "Talk" (Thin White Duke Remix)
    - del álbum X&Y (2005) y en el sencillo Talk (2006)

  - "Viva La Vida" (Thin White Duke Remix)
    - del álbum Viva la Vida or Death and All His Friends (2008) y "regalo de Año Nuevo" de Coldplay a sus fanes en su página de Internet (2008/2009)

  - "Charlie Brown" (Jacques Lu Cont Mix) (2012)
    - del álbum Mylo Xyloto (2011)

- Cornershop
  - "Sleep On The Left Side" (Les Rythmes Digitales Living By Numbers Mix)

en el sencillo Sleep On The Left Side/Brimful Of Asha (1998)
- The Dysfunctional Psychedelic Waltons
  - "Payback Time" (Jacques Lu Cont's Thin White Duke Mix)

del sencillo Payback Time (2003)
- Depeche Mode
  - "A Pain That I'm Used To" (Jacques Lu Cont Mix)
    - del álbum Playing the Angel (2005)

  - "Wrong" (Thin White Duke Mix)
    - del álbum Sounds of the Universe (2009)

  - "Soothe My Soul" (Steve Angello vs. Jacques Lu Cont Mix)
    - del álbum Delta Machine (2013)

- Dirty South & Alesso
  - "City Of Dreams" (Jacques Lu Cont Mix) (2013)

- Electric Six
  - "Danger! High Voltage" (Thin White Duke Mix)

del álbum Fire (2003)
- The Faint
  - "The Conductor" (Thin White Duke Remix)

del álbum Danse Macabre (2001)
- Felix da Housecat
  - "Silver Screen Shower Scene" (Jacques Lu Cont Mix)
    - from the album Kittenz and Thee Glitz (2002)

  - "Ready 2 Wear" (Paper Faces Mix)
    - del álbum Devin Dazzle & The Neon Fever (2005)

  - "We All Wanna Be Prince" (Paper Faces Remix)
    - del álbum He Was King (2009)

- Fischerspooner
  - "Just Let Go" (Thin White Duke Mix)

del álbum Odyssey (2005)
- Friendly Fires
  - "Jump In The Pool" (Thin White Duke Remix)

del álbum "Friendly Fires" (2009)
- Gerling
  - "Dust Me Selecta" (Jacques Lu Cont Remix)

del álbum When Young Terrorists Chase The Sun (2001)
- Goldfrapp
  - "Twist" (Jacques Lu Cont's Conversion Perversion Mix)

del álbum Black Cherry y en el sencillo Twist (2003)
- Gwen Stefani
  - "What You Waiting For?" (Jacques Lu Cont's Thin White Duke Mix)
    - del álbum Love. Angel. Music. Baby. (2004)

  - "4 In The Morning" (Jacques Lu Cont's Thin White Duke Mix)
    - del álbum The Sweet Escape (2006)

- John Dahlbäck
  - "Take This Thing Back" (Jacques Lu Cont Remix) (2012)

- Juliet Richardson
  - "Avalon" (Jacques Lu Cont Versus Remix)
  - "Ride The Pain" (Jacques Lu Cont Thin White Duke Mix)

del álbum Random Order (2005)
- Justice
  - "D.A.N.C.E." (Stuart Price Remix)

del álbum cross (2007)
- Kasabian
  - "Me Plus One" (Jacques Lu Cont Remix)

del álbum Empire (2006)
- Katy Perry
  - "Part of Me" (Jacques Lu Cont's Thin White Duke Mix)

del álbum Teenage Dream: The Complete Confection (2012)
- Lady Gaga
  - "Paparazzi" (Stuart Price Remix)

del álbum The Remix (2010)
- Madonna
  - Del álbum American Life (2003):
    - "Hollywood" (Jacques Lu Cont's Thin White Duke Mix)

  - Del álbum Confessions on a Dance Floor (2005)
  - del sencillo Hung Up (2005):
    - "Hung Up" (S.D.P. Extended Vocal)
    - "Hung Up" (S.D.P. Extended Dub)

  - del sencillo Jump CDM (2006):
    - "Jump" (Jacques Lu Cont Mix)

  - del sencillo Sorry (2006):
    - "Sorry" (Man With Guitar Mix)
    - "Let It Will Be" (Paper Faces Mix)

  - Del sencillo Get Together (2006):
    - "Get Together" (Jacques Lu Cont Mix)
    - "Get Together" (Jacques Lu Cont Vocal Edit)
    - "Get Together" (Thin White Duke Mix)
    - "I Love New York" (Thin White Duke Mix)

  - Del álbum Hard Candy (2008):
    - "Miles Away" (Thin White Duke Remix)

- Miike Snow
  - "The Rabbit" (Stuart Price Radio Mix)
    - del álbum Miike Snow (2010)

  - "Paddling Out" (Jacques Lu Cont Remix)
    - del álbum Happy to You (2012)

- Mirwais
  - "Naïve" (Les Rythmes Digitales Remix)
  - "Miss You" (Thin White Duke Remix)

del álbum Production (2000)
- Missy Elliot
  - "Lose Control" (Jacques Lu Cont's Thin White Duke Mix)

del álbum The Cookbook (2005)
- Muse
  - "Undisclosed Desires" (Thin White Duke Remix)
    - del álbum The Resistance (2009)

  - "Follow Me" (Jacques Lu Cont Remix)
    - del álbum The 2nd Law (2012)

- New Order
  - "Jetstream" (Jacques Lu Cont Remix)
  - "Jetstream" (Jacques Lu Continuous Dub)
    - del álbum Waiting for the Sirens' Call y del sencillo Jetstream (2005)

- No Doubt
  - "It's My Life" (Jacques Lu Cont's Thin White Duke Mix)

del álbum The Singles 1992-2003 (2003)
- Orbital con Alison Goldfrapp
  - "Nothing Left" (Les Rhythmes Digitales Remix)

del álbum The Middle Of Nowhere (1999)
- Pet Shop Boys
  - "Heart" (Stuart Price Mix)
    - del álbum Rarities 01 (2010)

  - "Memory of the Future" (Stuart Price Extended Mix)
    - del álbum Elysium (2012)

- Phoenix
  - "Too Young" (Zoot Woman Remix)

del álbum United (2001)
- Placebo
  - "Pure Morning" (Les Rythmes Digitales Remix)
    - del álbum Without You I'm Nothing (1998)

  - "Slave To The Wage" (Les Rythmes Digitales Remix)
    - del álbum Black Market Music (2000)

- Röyksopp
  - "What Else Is There?" (Thin White Duke Mix)
  - "What Else Is There?" (Jacques Lu Cont Radio Edit)
    - del álbum The Understanding (2005)

  - "This Must Be it" (Thin White Duke Mix) 2009
    - del álbum Junior (2009)

- Scissor Sisters
  - "Comfortably Numb" (Paper Faces Mix)
  - "Laura" (Paper Faces Mix)
  - "Filthy/Gorgeous" (Paper Faces Mix)
  - "Filthy/Gorgeous" (Paper Faces Vocal Edit)
    - del álbum Scissor Sisters (2004)

  - "I Don't Feel Like Dancin'" (Paper Faces Mix)
    - del álbum Ta Dah (2006)

  - "Invisible Light" (Stuart Price 12 Inch Mix)
    - del álbum Night Work (2010)

- Sneaky Sound System
  - "It's Not My Problem" (Thin White Duke Mix) (2009)
    - del álbum "2" (2008)

- Snow Patrol
  - "Just Say Yes" (Thin White Duke Remix)

del álbum Up To Now (2009)
- Starsailor
  - "Four to the Floor" (Thin White Duke Mix) (2004)
    - del álbum Silence Is Easy (2003)

  - "Tell Me It's Not Over" (Thin White Duke Remix)
    - del álbum All the Plans (2009)

- Seal
  - "Amazing" [Thin White Duke Remixes]
    - del álbum System (2007)

- Texas
  - "What About Us" (Jacques Lu Cont Mix)

del álbum Red Book (2005)
- The Hidden Cameras
  - "In The NA" (Crystal Pepsi Remix) (remixado por Stuart Price & Jake Shears)

del álbum "Origin:Orphan" (2009)
- The Killers
  - "Mr. Brightside" (Jacques Lu Cont's Thin White Duke Mix)
    - del álbum Hot Fuss (2004)

  - "When You Were Young" (Jacques Lu Cont's Thin White Duke Mix)
    - del álbum Sam's Town (2006)

  - "Human" (Thin White Duke Remix)
    - del álbum Day & Age (2008)

  - "Flesh and Bone" (Jacques Lu Cont Remix)
    - del álbum Battle Born (2012)

- The Music
  - "Bleed From Within" (Thin White Duke Mix)
  - "Bleed From Within" (Thin White Duke Dub)

del álbum Welcome to the North (2004) y en el EP Bleed from Within (2004)
- Tiga
  - "Plush" (Jacques Lu Cont Remix) (2012)

- U2
  - "Even Better Than the Real Thing" (Jacques Lu Cont Mix)

del álbum AHK-toong BAY-bi Covered (2011)
- Whirlpool Productions
  - "From: Disco To: Disco" (Les Rythmes Digitales Remix)

del álbum Dense Music (1998)

## Curiosidades
- Uno de los pseudónimos de Price, Thin White Duke, lo tomó de una canción de David Bowie.